# Homalometa
Homalometa is een geslacht van spinnen uit de  familie van de Tetragnathidae (Strekspinnen).

## Soorten
- Homalometa chiriqui Levi, 1986
- Homalometa nigritarsis Simon, 1897
- Homalometa nossa Levi, 1986